# 33e division SS Charlemagne
Pour les articles homonymes, voir Charlemagne (homonymie).
La 33e division SS « Charlemagne » — ou « 33. Waffen-Grenadier-Division der SS Charlemagne (französische Nr. 1) » en allemand — nommée le plus souvent dans la littérature française d'après-guerre la « division Charlemagne » par simplification, est l'une des divisions d'infanterie de la Waffen-SS de la Seconde Guerre mondiale. Elle est constituée majoritairement de Français engagés volontaires pour combattre sous uniforme allemand avec les forces armées du Troisième Reich.
La première unité de SS français est d'abord nommée en allemand « Französische (SS) Freiwilligen-Sturmbrigade », avec le numéro 8 — en français : Brigade d'assaut des volontaires français (de la SS) — ou « Sturmbrigade (SS) Frankreich ». Celle-ci est engagée en Pologne contre l'offensive Lvov-Sandomir en août 1944. Retirée en raison des pertes, elle est transformée en division à l'automne 1944 en regroupant tous les volontaires français (Kriegsmarine, LVF, Sturmbrigade Frankreich et l’Organisation Todt) qui combattent pour le Troisième Reich, auxquels s'ajoutent des hommes de la Milice française.
Bien que la division n'ait pas terminé sa formation et soit dépourvue d'armes lourdes‚ elle est engagée contre l'offensive de Poméranie orientale fin février 1945 où elle est détruite en quelques jours. Le bataillon Charlemagne est levé parmi les rescapés afin d'être engagé dans la bataille de Berlin où il combat et est défait, du 24 avril au 2 mai 1945 quand l'Allemagne nazie capitule.

## Historique
Depuis février 1943, Adolf Hitler a donné son accord pour l'engagement de citoyens français dans la SS. À partir de mars 1943, de plus en plus de Français s'étant engagés dans la NSKK en Belgique « désertent » pour rejoindre le principal camp de formation pour les volontaires occidentaux dans la Waffen-SS qui se trouve à Sennheim (ville alsacienne de Cernay située à l'ouest de Mulhouse, en Alsace-Moselle annexée par le IIIe Reich) et y contractent un engagement régulier.
Jusqu'en juillet 1943, les effectifs de ces Français (officiellement enregistrés comme Flamands ou Wallons) auraient été 300, de l'ordre d'une compagnie environ.
Le 22 juillet 1943, un décret paru au Journal officiel permet aux Français de contracter officiellement un engagement dans la Waffen-SS, Heinrich Himmler souhaitant à terme intégrer tous les volontaires étrangers dans celle-ci. Les volontaires sont d'abord regroupés dans différents centres de recrutement ouverts en France (à la caserne Clignancourt de Paris, pour tous les engagés de cette région) et se rendent ensuite au camp de formation SS de Cernay, près de Mulhouse.
La « 33. Waffen-Grenadier-Brigade der SS Charlemagne » remplace à l'automne 1944, entre autres, la Légion des volontaires français (LVF) et la « Französische SS-Freiwilligen-Sturmbrigade ». Elle est formée au camp militaire de Wildflecken, appelé Truppenübungsplatz Wildflecken (de), en amalgamant tant bien que mal les unités francophones engagées au côté de l'Allemagne :
- 1 500 rescapés de la LVF[4] ;
- un millier de rescapés de la « Französische SS-Freiwilligen-Sturmbrigade » et un autre millier encore formés à Sennheim ;
- 1 800 francs-gardes de la Milice[4] ;
- 1 000 volontaires français de la Kriegsmarine ;
- quelques centaines de volontaires des Schutzkommandos ;
- quelques anciens du « Nationalsozialistische Kraftfahrkorps » (NSKK).

### Formation
À l'origine, l'objectif des recruteurs de la Waffen-SS était de créer une, voire deux divisions entièrement françaises. La faiblesse du nombre de volontaires comme la sévérité de la sélection obligèrent Heinrich Himmler à revoir, le 16 septembre 1943, ses ambitions à la baisse. De juillet 1943 à août 1944, environ 6 000 Français se seraient présentés aux bureaux de recrutement, moins de la moitié seront effectivement acceptés (environ 2 500 hommes).
Peuvent s'engager les volontaires âgés de 17  à   40 ans. La taille minimum est fixée à 1,65 m, puis ramenée à 1,60 m. Ils doivent être d'ascendance aryenne, ne pas être Juifs, noirs ou métissés. Une enquête réalisée à Paris en novembre 1943 par le RuSHA (direction des questions raciales et de peuplement de la SS) auprès de 157 engagés révèle que 48 % d'entre eux sont aptes à être admis dans la SS selon les critères applicables aux Allemands. 38 % d'entre eux sont de type nordique dominant, avec une répartition pour les autres types méditerranéen (37 %), dinarique (14 %), alpin (12 %) ou même extra-européen (9 %). 37 % proviennent de Paris et l'Île-de-France, 14,5 % d'Auvergne, les volontaires venant du grand Sud-Ouest sont aussi très nombreux. 54 % ont entre 17 et 20 ans, 78 % sont catholiques, 62 % inscrits à un mouvement politique (dont 20 % au PPF et 10 % à la Milice française). Enfin, 58 % sont des travailleurs manuels et 25 % des étudiants.
Joseph Darnand, qui a déjà prêté serment à Hitler le 8 août 1943 à l'ambassade d'Allemagne à Paris et est nommé à cette occasion SS-Frw.Obersturmführer, soucieux d'armer la Milice, obtient des armes du Haut-Commandement de la Waffen-SS après avoir fourni, le 11 octobre 1943, une dizaine de ses cadres qui s'enrôlent pour devenir l'armature de la future unité SS française : Pierre Cance (délégué général de la Milice française et bras droit de Darnand), Noël de Tissot (secrétaire général de la Milice française et bras droit idéologique de Darnand), Léon Gaultier qui travailla pour le Ministère de l'information de Paul Marion à Vichy, Jean Artus (instructeur à l'école des cadres d'Uriage), Paul Pignard-Berthet (lui aussi instructeur), Henri Fenet (chef départemental de la Milice de l'Ain), Ivan Bartolomei, Albert Pouget (chef départemental de la Milice de Lozère), Pierre Bonnefoy (chef départemental de la Milice du Vaucluse), Émilien Boyer (Franc-Garde de Carcassonne), Jacques Lefèvre (chef départemental de la Milice de l'Aude), Jacques Massot (chef départemental de la Milice du Var) et Jacques-Flavien de Lafaye (chef départemental de la Milice de l'Allier).
De janvier 1944 à mars 1944, une vingtaine d'élèves officiers français dont beaucoup de cadres miliciens sont envoyés en stage à l'école des cadets de la SS de Bad Tölz. Les sous-officiers sont eux formés à Posen-Treskau (janvier-février 1944) et la troupe reste à Cernay.  La Sturmbrigade se regroupe à Neweklau en avril 1944. Seul le premier bataillon, soit plus de 1 000 hommes, commandé par le SS-Frw.Hstuf. Pierre Cance, part pour le front. Le second bataillon, formé par Jean Artus et Paul-Marie Gamory-Dubourdeau (Commandeur de la Sturmbrigade et le plus haut gradé SS français), est encore en cours de constitution. Le 30 juin 1944, les effectifs de la Sturmbrigade s'élèvent à 1 688 hommes, sans compter les nouveaux engagés encore à l’entraînement à Cernay. Au moins une cinquantaine de Français a été envoyée au printemps 1944 dans les formations spéciales d'Otto Skorzeny ; on ne sait rien de ces Français-là.
Le corps contient au total près de 7 340 hommes en décembre 1944. Il est officiellement commandé par l’Oberführer Edgar Puaud ancien commandant de la LVF depuis septembre 1943, mais supervisé en fait par le général Krukenberg.
En février 1945, la brigade « Waffen-Grenadier-Brigade der SS Charlemagne (französische Nr.1) » devient une division : la « 33. Waffen-Grenadier-Division der SS Charlemagne (französische Nr. 1) ».

### Secteur de Sanok
Le 5 août 1944, les éléments français partent vers le front, pour appuyer la 18e Panzergrenadier-division SS « Horst Wessel », commandée par l'Oberführer Trabandt, notamment dans le secteur de Sanok (Dudyńce, Pielnia, Wolica, Galicie - Carpates polonaises). Ils sont engagés à partir du 9 août 1944. Le bataillon est relevé le matin du 16 août 1944 par une unité de la Heer (Wehrmacht) ; les pertes s’élèvent alors à une vingtaine de tués et près de 110 blessés. Le bataillon embarque à nouveau, pour Radomyśl Wielki, à une centaine de kilomètres au nord-ouest.

### Secteur de Mielec
Débarqués le 17 août 1944, les hommes prennent position. Les premiers vrais combats commencent le 19 août, puis le lendemain commence une énorme offensive soviétique sur tout le front oriental. Le dernier jour des combats, le 22 août 1944, est particulièrement meurtrier. Les restes du bataillon sont rassemblés près de Tarnów. Sur les quelque 1 000 hommes engagés, on compte 140 hommes valides ou peu blessés (bientôt portés à 210 avec l'arrivée de nouveaux isolés), plus de 600 blessés, une cinquantaine de disparus ou prisonniers et 150 morts. Sur les 19 officiers et aspirants du bataillon, six sont indemnes ou presque, quatre sont morts (Robert Lambert ; Jean-Louis Le Marquer ; Dominique Scapula ; Joseph Peyron), deux sont disparus (Noël de Tissot, sans doute mort ; Charles Laschett, fait prisonnier) et sept ont été blessés et évacués (Pierre Cance, Henri Fenet, Paul Pleyber, Gaultier, Paul Pignard-Berthet, Pierre Hug et Henri Kreis). Beaucoup de croix de fer à titre posthume seront remises. Le 1er septembre 1944, le bataillon embarque à la gare de Tarnów[Lequel ?].
Ce sont les restes du 1er bataillon et les effectifs du 2e qui, joints à d'autres forces militaires ou paramilitaires françaises (le régiment de la LVF, une partie de la Milice française, les engagés de la Kriegsmarine et des Schutzkommandos de l'Organisation Todt), constitueront la brigade, puis division « Charlemagne » à partir du 1er septembre 1944.

### Engagement de la division en Poméranie
La division française est engagée par l'état-major allemand de manière anticipée pour tenter de contrer l'avance soviétique en Poméranie.
Le 17 février 1945, un premier contingent s'embarque à Fulda en direction de la Poméranie. À cette date, les armées soviétiques tentent d'encercler les troupes allemandes.
Les Waffen-SS français ne disposent que de camions et de Panzerfaust. Pilonnées par l'aviation alliée, les troupes arrivent péniblement à Hammerstein (aujourd'hui Czarne, voïvodie de Poméranie) le 22 février. Dès le 24 février 1945, jour où commence l'offensive du deuxième front biélorusse (Rokossovski), avant même d'avoir regroupé ses hommes, Puaud lance ses troupes autour des bourgs d’Elsenau (Olszanowo) et Bärenwald, au sud-est d'Hammerstein.
Le lendemain 25 février, voulant exploiter, Rokossovski engage le 3e corps blindé de la garde (général Panfilov), embarquant sur ses chars la 313e division de fusiliers et appuyé par une grande force d'aviation. La Charlemagne, qui compte alors 6 500 hommes mais pas d'armes lourdes, et des éléments SS lettons, sont disloqués en seulement trois heures par les unités de Panfilov, qui continue sa route en direction de Köslin sans attendre. La Charlemagne fait ensuite face pendant trois jours et trois nuits à des troupes de la 19e armée (général Kozlov, relevé au bout de quelques jours par Romanovski). Ils réussissent néanmoins à détruire 32 chars, dont un char Staline[réf. nécessaire]. Au cours de ces premiers combats, durant lesquels le Brigadeführer Krukenberg a pris le commandement effectif de la division (laissant à Puaud un rôle tout juste symbolique), les Waffen-SS français ont perdu 2 000 hommes. Le 27 février, le bataillon Auphan s'oppose vigoureusement à l'attaque du 3e corps de cavalerie de la garde (général Olikovski) soutenu par deux régiments d'artillerie automotrice et dans les airs. Le bataillon finit dispersé.
Après un regroupement à Neustettin (qui sera pris par Olikovski le 28), suivie d'une rapide réorganisation, la division doit entreprendre une longue et difficile marche dans le froid et la neige pour rejoindre le secteur de Belgard, situé à une soixantaine de kilomètres au nord-ouest.
Arrivés sur place le 3 mars 1945, les Français reçoivent aussitôt l'ordre de défendre la ville de Körlin (axe de repli des troupes et civils allemands). Engagés de manière dispersée, sans appui, ils établissent un périmètre de défense autour de la ville, mais, comme beaucoup d'autres divisions, sont finalement encerclés par les troupes soviétiques dès le 5 mars. Peu des Waffen-SS français réussissent à s'échapper de la nasse, la plupart étant tués dans la plaine de Belgard, avec Puaud à leur tête, notamment bombardés par des blindés soviétiques masqués aux Waffen-SS par une tempête de neige. Seul le bataillon de l'Obersturmführer Henri Fenet (accompagné de Krukenberg), qui a été le premier à percer, sortira quasiment au complet de cette campagne de Poméranie.

### Bataillon envoyé à Berlin
Dans la nuit du 23 au 24 avril, Krukenberg commandant depuis Carpin des rescapés de la division — environ 1 100 hommes — reçoit un télégramme du Führerbunker lui enjoignant de constituer un bataillon d'assaut (Sturmbataillon, connu aussi plus tard comme bataillon Charlemagne). Limités par le nombre de camions disponibles, les 320 ou 330 volontaires forment ainsi la dernière unité qui entre dans Berlin avant l'encerclement de la ville. Krukenberg est envoyé remplacer Joachim Ziegler (en) à la tête de la 11e division SS Nordland et avec qui va combattre le bataillon Charlemagne, lequel est sous le commandement d'Henri Fenet.
Dans les combats de rue, qui se déroulent d'abord à Neukölln, puis dans le secteur central, les Français à eux seuls auraient détruit une soixantaine de chars soviétiques.
Le 27 avril, ce qu'il reste des troupes se retranche dans le métro berlinois. Henri Fenet ordonne à Jean Labourdette, chef de la 1ere compagnie, de tenir à tout prix. il meurt fauché par une rafale de tirs dans les couloirs du métro en couvrant le repli de ses hommes. Le 28, ils défendent la Belle-Alliance Platz qui protège l'accès du bunker d'Adolf Hitler. Parmi les derniers défenseurs du bunker figurent des volontaires français aux côtés de collaborationnistes de plusieurs pays d'Europe. Jusqu'au 2 mai, alors qu'Adolf Hitler s'est déjà suicidé, ils résistent à l'avancée des troupes soviétiques. Les combats prennent fin pour ces Français quand les trentes derniers hommes, dont Henri Fenet, sont faits prisonniers près de la gare de Potsdam à cette date. Les SS français étaient les « derniers défenseurs » du bunker, le Bataillon Charlemagne ayant été la seule unité encore présente jusqu'au 2 mai, afin d'empêcher les Soviétiques de le prendre pour la fête du 1er mai. Une soixantaine de chars soviétiques auraient été abbatu par le bataillon lors des combats dans Berlin, tous detruits au panzerfaust,,.

## Sur le front ouest
D'autres éléments de la Waffen-SS française combattent le 29 avril contre les Américains en Bavière. Une douzaine de recrues, issues pour la plupart de la Charlemagne, se rendent aux troupes américaines qui les livrent le 6 mai à la 2e division blindée du général Leclerc, qui vient de prendre ses quartiers à Bad Reichenhall. Les prisonniers sont brièvement interrogés par Leclerc lui-même. Le lendemain, ou le surlendemain, ils sont fusillés sans jugement et sans que les autorités du GPRF, informées de leur capture, aient été tenues au courant de cette décision. La responsabilité de Leclerc dans cette exécution sommaire a été évoquée, sans qu'il soit possible de déterminer avec certitude si la décision a été prise par le chef de la 2e DB en personne, ou bien par l'un de ses officiers. Les corps sont abandonnés sur place par les Français, et enterrés plus tard à la hâte par les Américains. Seuls cinq des prisonniers exécutés ont été identifiés avec certitude.
En 1949, à la suite de la demande de la famille de l'un des fusillés, les corps seront exhumés et placés dans une tombe commune au cimetière de Bad Reichenhall. Cette histoire a inspiré une scène du film Un héros très discret, réalisé par Jacques Audiard en 1996.

## Désignations successives
- Octobre 1943 : Französische SS-Freiwilligen-Grenadier-Regiment
- Novembre 1943 : Französisches SS-Freiwilligen-Regiment 57
- Juillet 1944 : Französische SS-Freiwilligen-Sturmbrigade
- Septembre 1944 : Waffen-Grenadier Brigade de la SS Charlemagne (französische Nr. 1)
- Février 1945 : 33. Waffen-Grenadier-Division de la SS Charlemagne (französische Nr. 1)

## Organigramme de la division

### À sa création
- Waffen-Grenadier-Regiment der SS 57 (französisches Nr. 1)
- Waffen-Grenadier-Regiment der SS 58 (französisches Nr. 2)
- SS-Artillerie-Abteilung 33
- SS-Panzerjäger-Abteilung 33
- SS-Pionier-Kompanie 33
- SS-Nachrichten-Kompanie 33
- SS-Feldersatz-Kompanie 33

### 1erbataillonde la brigade en Galicie, août 1944
- Commandeur : SS-Frw. Hstuf. Pierre Cance
- Officier d'ordonnance : SS-Frw. Ustuf. Dominique Scapula
- Officier de liaison allemand : SS-Ustuf. Hans-Ulrich Reiche, SS-Ustuf. Hans-Paul Binder (Volksdeutscher de Roumanie)
- Officier médical : SS-Frw. Ostuf. Pierre Bonnefoy
- PK : SS-Frw. Ustuf. Jean-Louis Le Marquer

#### Compagnie d'état-major
- Chef de compagnie : SS-Frw. Ostuf. Jean Croisille, SS-Frw.Oscha. Paul Pruvost
- Estafettes : SS-Frw. Oscha. Émilien Boyer
- Trésorier : SS-Ostuf. Kurt Danke
- Colonne de transports : SS-Frw. Ostuf. Henri Maudhuit, SS-Ustuf. Gustav-Adolf Neubauer
- Peloton des transmissions : SS-Frw. Oscha. Wladislas Czulowski
- Peloton des pionniers : SS-Frw. Oscha. Isidore Lopez

#### 1recompagnie
- Chef de compagnie : SS-Frw. Ostuf. Noël de Tissot, SS-Frw. Ostuf. Henri Maudhuit (à partir du 22.08.1944)
- Officier médical : SS-Frw. Uscha. Henri Jonquière
- 1er peloton : SS-Frw. Ustuf. Paul Pignard-Berthet, SS-Frw. Uscha. Ruault (à partir du 10.08.1944), SS-Frw. Ostuf. Ivan Bartolomei (du 17 au 19 août 1944)
- 2e peloton : SS-Frw. StdObJu. Pierre Hug
- 3e peloton : SS-Frw. Oscha. Paul Mulier, SS-Frw. Uscha. Maurice Carré (à partir du 10.08.1944), SS-Frw.Ustuf. Ivan Bartolomei (du 17 au 19 août 1944), SS-Frw.Uscha. Maurice Carré (à partir du 19.08.1944)
- 4e peloton : SS-Oscha. Kastner

#### 2ecompagnie
- Chef de compagnie : SS-Frw. Ustuf. Léon Gaultier, SS-Frw. Ostuf. Ivan Bartolomei (du 10 au 14 août 1944), SS-Frw. Ostuf. Paul Pleyber (du 14 au 16 août 1944), SS-Frw. Ustuf. Robert Lambert (à partir du 16 au 22 août 1944), SS-Frw. Ostuf. Ivan Bartolomei (à partir du 22 août 1944)
- 1er peloton : SS-Frw. Uscha. Jacques Lefèvre
- 2e peloton : SS-Frw. StdObJu. Joseph Peyron, SS-Frw. Uscha. André Bayle (à partir du 15.08.1944)
- 3e peloton : SS-Frw. Oscha. Edmond Charles
- 4e peloton : SS-Frw. Ostuf. Ivan Bartolomei (avant le 10.08.1944)

#### 3ecompagnie
- Chef de compagnie : SS-Frw. Ostuf. Henri Fenet, SS-Frw. StdObJu. Abel Chapy (à partir du 22.08.1944), SS-Frw.Uscha. Jacques Lefèvre
- 1er peloton : SS-Frw. Ustuf. Robert Lambert (avant le 16.08.1944), SS-Frw. Uscha. Max Quinquempoix (à partir du 16.08.1944)
- 2e peloton : SS-Frw.Ustuf. Robert Lambert
- 3e peloton : SS-Frw. Uscha. Paul Delsart
- 4e peloton : SS-Frw.StdObJu. Charles Laschette

#### 5ecompagnie(armes lourdes)
- Chef de compagnie : SS-Frw.Ostuf. Paul Pleyber
- Peloton PAK (antichar) : SS-Frw. StdObJu. Henri Kreis
- Panzervernichtungstruppe : SS-Frw. StdObJu. Abel Chapy
- adjoint : SS-Oscha. Grossman (tué le 14.08.1944) puis SS-Frw.Uscha. François Anger

## Liste des commandants successifs
| Début        | Fin          | Grade               | Nom               |
| ------------ | ------------ | ------------------- | ----------------- |
| février 1944 | février 1944 | Waffen-Oberführer   | Edgar Puaud       |
| février 1944 | avril 1945   | SS-Brigadeführer    | Gustav Krukenberg |
| avril 1945   | mai 1945     | SS-Standartenführer | Walter Zimmermann |

Henri Fenet n'a jamais été nommé commandant de la division Charlemagne ; il n'a été que le dernier officier combattant et n'a dirigé qu'un Kampfgruppe qui tentait de quitter Berlin.

## Les Français de la Waffen SS ou de la division Charlemagne
- Jean Bridoux, Sturmbannführer
- Jean-Marie Balestre, Schütze

Blason inventé après guerre par un ancien soldat de la division.

- François Barazer de Lannurien, Unterscharführer
- Jean Bassompierre, Hauptsturmführer
- Jean Boissel[21]
- Victor de Bourmont, Hauptsturmführer
- Pierre Bousquet, Oberscharführer
- Gérard Brach, soldat de seconde classe
- Robert Dun, Rottenführer
- Henri Fenet, Hauptsturmführer
- Léon Gaultier, Untersturmführer
- Romain Guy[22]
- Christian de La Mazière, Rottenführer
- Jean-Louis Legris[23]
- Jean de Mayol de Lupé, Sturmbannführer
- Claude Platon, officier d'ordonnance du colonel Edgar Puaud[24]
- Edgar Puaud, Oberführer
- Émile Raybaud, Obersturmbannführer[25]
- Jean Saut[26]
- Jean de Vaugelas, Sturmbannführer

### Études historiques
- Philippe Burrin, La France à l’heure allemande 1940-1944, Paris, Éditions du Seuil, 559 p., 1995.
- Philippe Carrard (trad. de l'anglais, préf. Henry Rousso), « Nous avons combattu pour Hitler » [« The French who fought for Hitler : Memories from the Outcasts »], Paris, Armand Colin, 2011, 317 p. (ISBN 978-2-200-27176-3, présentation en ligne), [présentation en ligne], [présentation en ligne].
- Pierre Giolitto, Volontaires français sous l'uniforme allemand, Paris, Librairie académique Perrin, 1999.
- Henry Rousso, Un château en Allemagne. La France de Pétain en exil, Sigmarigen, 1944-1945, Paris, Éditions du Seuil, 1980.
- Robert Forbes, For Europe - The French Volunteers of The Waffen-SS (Solihull, Angleterre), Hellion, 2006.
- Peter Schöttler, « Trois Formes de collaboration : l’Europe et la réconciliation franco-allemande – à travers la carrière de Gustav Krukenberg, chef de la ‘Division Charlemagne’ », Allemagne d’aujourd’hui, nº 207, 2014, p. 225–246 ; repris et développé dans : Peter Schöttler, Du Rhin à la Manche. Frontières et relations franco-allemandes au XXe siècle, préface d'Henry Rousso, Tours, Presses universitaires Francois Rabelais, 2017.

### Récits historiques romancés
- Éric Lefevre, « La Division Charlemagne : Des Français dans la SS », revue Axe & Alliés, HS no 1, 2007.
- Saint-Loup, Les hérétiques, Paris, Presse de la Cité, 1965.
- Saint-Loup, Les Nostalgiques, Paris, Presse de la Cité, 1967.
- Henri Mounine, Le Siège de Kolberg : 4-18 mars 1945, Paris, L'Homme libre, 2009.
- Henri Mounine, Cernay 40-45, Éditions du Polygone, 1999.
- Saint-Paulien, Bataille de Berlin, Paris, Editions de L'Homme Libre, 1999.
- Boris Laurent, Éric Lefèvre, La division Charlemagne, des Français dans la SS, Axe et alliés, hors-série no 1.

### Témoignages, mémoires et souvenirs romancés
- Léon Gaultier, Siegfried et le Berrichon : le parcours d'un « collabo », Perrin, 1991.
- Henri Fenet, Berlin, Derniers témoignages 2014  (ISBN 9782368960233)
- Luc Deloncle, Trois jeunesses provençales dans la guerre, Condé-sur-Noireau, Dualpha, 2004.
- Gilbert Gilles, Un ancien Waffen SS raconte… 2 tomes, GM International, 1989. ( témoignage contesté )
- Emil Marotel, La Longue Marche (Paris), Arctic (2007).
- Christian de La Mazière, Le Rêveur casqué, Paris, J'ai lu, 1972 - Robert Laffont, 1972.
- Pierre Rostaing, Le Prix d'un serment, Ligugé (Vienne), La Table ronde, 1975 (ISBN 9782710315919).
- Pierre Rusco, Stoï, 40 mois de combat sur le front russe, Artigues-près-Bordeaux, Jacques Grancher éditeur, 1988.
- Jean Malardier, Combats pour l'honneur, Paris, Éditions L'Homme Libre, 2007.
- André Bayle, Des Jeux olympiques à la Waffen-SS, Editions du Lore, 2008.
- Christian Malbosse, Le soldat traqué, Éditions de la Pensée Moderne, 1971 ; Librairie Générale Française - 1977 - « Le Livre de Poche » no 5037  (ISBN 2-253-01812-0).
- Robert Forbes, Les Volontaires français de la Waffen-SS, Éditions Gergovie, 1998 ; L'Aencre 2005.
- François Barazer de Lannurien, Le Sublime et la mort, Éditions L'Homme Libre, février 2010 (ISBN 978-2-912104-72-6) édité erroné (BNF 42170164).
- Jacques Auvray, Les Derniers Grognards, Éditions Irminsul, 1999 (ISBN 9782913561021).
- Yves Armani, Les Pendus de Wildflecken, Éditions L'Homme Libre, 2014  (ISBN 9782368960097)

### Romans
- Saint-Paulien, Les Maudits (2 tomes), Paris, Plon, 1958